# Traffic Collision Avoidance System
Pour les articles homonymes, voir TCAS.
Le Traffic alert and Collision Avoidance System (TCAS) (en français : « système d'alerte de trafic et d'évitement de collision ») également appelé ACAS (« Airborne alert and Collision Avoidance System ») selon l'OACI, est un instrument de bord d'avion destiné à éviter les collisions en vol entre aéronefs. L'Organisation de l'aviation civile internationale le prescrit pour les avions de plus de 5 700 kg ainsi que pour ceux qui sont autorisés à transporter plus de 19 passagers. Le TCAS est un système actif, contrairement au PCAS (en) qui est un système passif d'évitement de collision d'usage dans l'aviation générale, conçu en application de ces prescriptions.
Son rôle est de détecter les aéronefs environnants s'ils sont équipés de transpondeur (ce n'est pas un radar, il ne détecte pas un avion sans transpondeur ou transpondeur coupé), d'alerter l'équipage d'un risque de collision (TCAS génération I et au-dessus) et de générer pour les modèles les plus sophistiqués (TCAS II et au-dessus) le cas échéant des alarmes et des ordres de manœuvre d'évitement dans le plan vertical (montée/descente : TCAS II et au-dessus) et/ou horizontal (TCAS III et au-dessus, non implémenté à l'heure actuelle). 

## Historique
La recherche pour mettre au point des systèmes d'évitement de collision en vol avait commencé dans les années 1950. Une suite d'accidents tragiques, causés par des collisions en vol, a conduit la FAA (Federal Aviation Administration) — Administration Fédérale de l'Aviation américaine — à prendre des décisions. Parmi ces accidents tragiques, on note :
- 1956 : collision aérienne du Grand Canyon entre les vols United Airlines 718 et TWA 2 ;
- 1960 : collision aérienne de New York entre les vols United Airlines 826 et TWA266 ;
- 1978 : collision aérienne de San Diego entre un Boeing 727 et un Cessna 172.

## Implantation

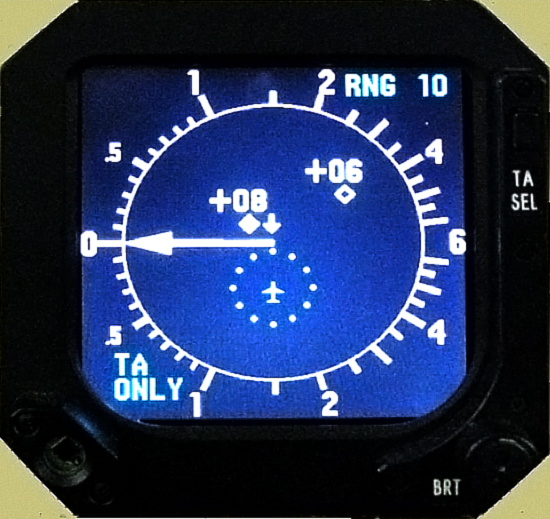
Indicateur TCAS et IVSI

Pour les TCAS type II (installés dans les avions de ligne), le système est composé :
1. D'un calculateur chargé d'élaborer les informations de trafic et d'alerte ;
2. D'un ensemble d'au moins deux antennes directionnelles (une située au-dessus, l'autre au-dessous de l'avion) fonctionnant en UHF (Émission : 1 030 MHz — Réception : 1 090 MHz) ;
3. D'un boîtier de commande couplé au transpondeur ;
4. D'un générateur de message audio et visuel (affichage).

Dans les avions munis d'un glass cockpit (écrans numériques), l'affichage du TCAS peut être intégré dans le ND (Navigation Display) et affichera le cas échéant des informations de résolution de trafic (RA) dans le PFD (Primary Flight Display). Dans les cockpits plus anciens et les avions équipés d'instruments mécaniques, l'indicateur de vitesse verticale instantanée (IVSI) est remplacé par un instrument électronique semblable, intégrant le TCAS (image ci-contre).

## Fonctionnalités
Le TCAS II est un système interrogatif et coopératif, qui questionne les transpondeurs des avions proches sur la fréquence 1 030 MHz. L'avion interrogé répond ensuite sur la fréquence 1 090 MHz et entamera si nécessaire un dialogue avec le TCAS s'il est lui-même équipé du même système (TCAS II et au-dessus), ce afin de coordonner les actions indiquées aux pilotes en cas de risque de collision. 
Le TCAS interroge toutes les secondes environ tous les avions équipés de transpondeur mode A, C ou S (allumé) dans sa zone de détection (un cercle de 30 NM de rayon). En fonction des réponses des transpondeurs des trafics détectés, le calculateur détermine la position de ceux-ci en deux (transpondeur Mode A sans report d'altitude) ou trois dimensions (transpondeur Mode C avec report d'altitude ou Transpondeur Mode S ou ADS-B). Il est capable d'interroger et suivre plus de 45 appareils simultanément et d'en afficher jusqu'à 30.
Le type d'information affiché et le cas échéant de message généré par le TCAS dépend de la position et de la distance du trafic détecté par rapport à l'avion dans le plan vertical et horizontal.

Principe du TCAS

Pour ce faire, le calculateur intègre autour de l'avion plusieurs volumes de surveillance et/ou de protection (image ci-contre), volumes dont la taille est dépendante de la vitesse de l'avion (25 secondes de vol, 40 secondes de vol, entre 4 et 6 NM, jusqu'à 30 NM) et de la distance verticale (de ±850 ft à ±600 ft pour les deux premiers volumes). 
1. Un avion détecté dans le premier volume (Autre Trafic/Trafic proche) ne génère pas d'alerte sonore. Un symbole est affiché à titre d'information sur l'indicateur (ND) : un losange évidé blanc ou bleu (autre), un losange plein blanc ou bleu (proche) si la distance du trafic est < 6 NM ou ±1 200 ft verticalement). 
Si le trafic est équipé d'un transpondeur avec report d'altitude (Mode C ou Mode S), un nombre (distance verticale entre les deux aéronefs) suivi d'une flèche (en montée/descente) est également affiché en regard du symbole.
2. En cas d'entrée d'un trafic dans le deuxième volume (Intrus), une alerte appelée « Traffic Advisory » (TA) est émise afin d'informer le pilote de la présence d'un autre avion à proximité, mais ne représentant pas un danger immédiat. 
Elle comporte un symbole spécifique (cercle plein orange), une annonce vocale dans le poste de pilotage « Traffic, Traffic », mais le TCAS ne suggère pas de manœuvre d'évitement.

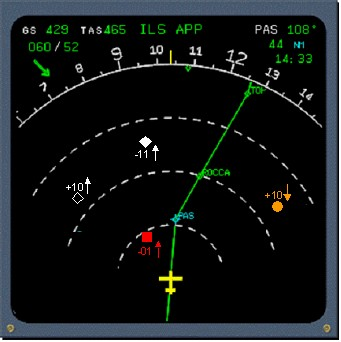
Affichage TCAS sur Navigation Display (ND).

3. Affichage TCAS sur Navigation Display (ND).Si la collision semble imminente (entre 15 et 35 secondes de vol et/ou une distance verticale de ±750 ft) et qu'elle nécessite une intervention du pilote (Menace), une alerte appelée « Resolution Advisory » (RA) est émise indiquant l'avion concerné et signale l'action à effectuer sans délai par le pilote : éviter l'autre trafic, à savoir maintenir la trajectoire actuelle, monter ou descendre et surveiller la vitesse verticale. 
Un carré plein rouge s'affiche sur le ND. Une annonce vocale indique la manœuvre à effectuer (à titre d'exemple : « Climb, Climb », voir tableau), ainsi qu'une consigne de résolution : un ordre de montée ou de descente. Cela est affiché sur l'IVSI ou le PFD sous la forme d'un secteur vert (gamme de vitesses verticales à atteindre) et rouge (gamme de vitesse verticales à éviter impérativement).
4. Si l'avion intrus est également équipé d'un TCAS II (transpondeur mode S), les deux systèmes vont coordonner leurs manœuvres d'évitement dans le plan vertical. Le TCAS indique à un avion de monter et à l'autre de descendre, ce qui augmente considérablement la distance verticale entre les deux appareils. 
Afin de privilégier des ordres de résolution cohérents (exemple : ne pas donner un ordre de descente si l'avion est proche du sol), les calculateurs reçoivent des informations sur les phases de vol, position des volets, position du train, etc.[2].
5. Quand l'alerte est terminée, le système annonce Clear of conflict (plus de conflit).

### Types de messages d'avis de trafic (Traffic Advisory (TA)) et d'avis de résolution (Resolution Advisory (RA))
| Type | Message vocal                      | Signification                                                                          | Action requise                                                                                                |
| ---- | ---------------------------------- | -------------------------------------------------------------------------------------- | --- |
| TA   | Traffic; traffic.                  | Aéronef (l'intrus) à proximité (horizontale et verticale).                             | Essayer d'établir le contact visuel, et se tenir prêt à une manœuvre d'urgence si une alerte RA se déclenche. |
| RA   | Climb; climb.                      | L'intrus va passer en dessous.                                                         | Monter à une vitesse de 1500–2000 pieds/min                                                                   |
| RA   | Descend. Descend.                  | L'intrus va passer au-dessus.                                                          | Descendre à une vitesse de 1500–2000 pieds/min                                                                |
| RA   | Increase climb.                    | L'intrus va passer juste en dessous.                                                   | Monter à une vitesse de 2500 – 3000 pieds/min.                                                                |
| RA   | Increase descent.                  | L'intrus va passer juste au-dessus.                                                    | Descendre à une vitesse de 2500 – 3000 pieds/min.                                                             |
| RA   | Reduce climb.                      | L'intrus devrait passer bien en-dessous.                                               | Monter avec un taux de montée moins élevé.                                                                    |
| RA   | Reduce descent.                    | L'intrus devrait passer bien au-dessus.                                                | Descendre avec un taux de descente moins élevé.                                                               |
| RA   | Climb; climb now.                  | L'intrus qui devait passer au-dessus va passer en-dessous.                             | Passer d'une descente à une montée.                                                                           |
| RA   | Descend; descend now.              | L'intrus qui devait passer en-dessous va passer au-dessus.                             | Passer d'une montée à une descente.                                                                           |
| RA   | Maintain vertical speed; maintain. | L'intrus sera évité si la vitesse verticale actuelle est maintenue.                    | Maintenir la vitesse verticale de l'avion à son niveau actuel.                                                |
| RA   | Level off, level off.              | L'intrus est suffisamment éloigné.                                                     | Stabiliser l'altitude.                                                                                        |
| RA   | Monitor vertical speed.            | Intrus à proximité mais les trajectoires actuelles permettent l'évitement.             | Maintenir le niveau de vol actuel.                                                                            |
| RA   | Crossing.                          | Passage dans le même niveau de vol que l'intrus. Généralement associée à une autre RA. | Agir en fonction de la RA associée.                                                                           |
| CC   | Clear of conflict.                 | Plus de conflit.                                                                       | Retour au plus tôt à l’altitude de vol requise par le contrôle aérien.                                        |

Le calculateur reçoit également en entrée des informations externes (position des volets, contacteur de train, alarme cisaillement de vent, avertisseur de décrochage) lui permettant d'inhiber certains de ses messages de résolution (RA) lorsqu'il est près du sol ou près de son plafond pratique, de manière à privilégier les ordres de résolution cohérents (éviter de donner un ordre de descente près du sol par exemple) ou pour éviter de générer de fausses alertes en approche avec d'autres avions au sol. Les messages TCAS sont inhibés également en cas d'alerte WINDSHEAR (Cisaillement de vent) ou GPWS (proximité du sol), alertes qui sont prioritaires.
Outre le TCAS II, on citera également un système passif, comme le PCAS ou Portable Collision Avoidance System (système portable d'évitement de collision), qui ne fait qu'écouter les émissions transpondeur des autres appareils, sans émettre. Ce système portable est typiquement utilisé dans l'aviation générale (principalement les avions d'affaires) et ne fait qu'indiquer qu'un appareil est situé à proximité, afin de permettre une détection visuelle de l'intrus par l'équipage.

## Contrôle au sol et TCAS
Bien que le système cause parfois de fausses alertes, les pilotes ont maintenant l'instruction stricte de considérer tous les messages TCAS comme des alertes réelles nécessitant une intervention immédiate. La règlementation de l'Administration fédérale de l'aviation américaine et des autorités de la plupart des autres pays précise qu'en cas de différence entre les instructions du TCAS RA et du contrôle du trafic aérien (ATC), le TCAS RA a toujours la priorité.
La collision d'Überlingen, en 2002, a été en partie provoquée par des ordres contraires du contrôleur de vol et des TCAS des appareils ; un des appareils suivant son TCAS, l'autre appareil suivant les instructions du contrôle au sol, contraires à ceux de son TCAS. Depuis l'accident, l'OACI préconise la prévalence des instructions du TCAS sur celles des contrôleurs aériens.

## Situation légale dans le monde
| Juridiction (Organisme) | Classification de l'aéronef | Mode TCAS                       | Date de l'obligation |
| États-Unis (FAA)        | Tous les avions de transport commercial à turbines, avec plus de 30 sièges passagers (ou MTOW supérieure à 33 000 livres (~15 000 kg)) | TCAS II                         | 1er janvier 2003     |
| Europe (EUROCONTROL)    | Tous les avions de transport commercial à turbines, avec plus de 30 sièges passagers (ou MTOW supérieure à 15 000 kg)                  | TCAS II                         | 1er janvier 2003     |
| Europe (EUROCONTROL)    | Tous les avions de transport commercial à turbines, avec plus de 19 sièges passagers (ou MTOW supérieure à 5 700 kg)                   | ACAS II (= TCAS II Version 7.0) | 1er janvier 2005     |
| Europe (EUROCONTROL)    | Obligation de mettre à jour à la version 7.1                                                                                           | TCAS II version 7.1             | 1er décembre 2015    |
| Australie (CASA)        | Tous les avions de transport commercial à turbines, avec plus de 30 sièges passagers (ou MTOW supérieure à 15 000 kg)                  | TCAS II                         | 1er janvier 2003     |
| Hong Kong, Chine (CAD)  | Tous les avions à Hong Kong munis de plus de 9 sièges passagers (ou MTOW supérieure à 5 700 kg)                                        | TCAS II Version 7.0             | 1er janvier 2003     |

## Exemple de fonctionnement de TCAS
Dans cette vidéo, le TCAS a fonctionné en phase de l'approche d'un Airbus A330 de Swiss International Air Lines (vol SWR064), avant l'atterrissage sur l'aéroport international de Miami. La cause était une vitesse excessive d'un avion après son décollage, qui a provoqué un risque de collision :
- [vidéo] PilotsEYE.tv, « PilotsEYE.tv Miami Approach - TCAS Alert », sur YouTube, 15 janvier 2018
TCAS (46s) : Traffic, Traffic (message vocal TA).

Copilote, voix tremblante : Traffic. [C'est le] TCAS. You control (C'est vous qui contrôlez l'appareil (confirmation). [Moi, en observation (contact visuel)]).

Commandant : Yeah, I have control. TCAS. (Oui, c'est moi qui contrôle. [Il s'agit du] TCAS (confirmation).)

Copilote : Climbing with a higher rate, that's good. ([Un avion] est en train de montrer avec un taux plus élevé, c'est bien [identifié].)

Commandant : Vertical speed 1000 fpm, it's below. ([Sa] vitesse verticale [est] à 1000 pieds par minute, c'est au-dessous.).

Aiguilleur du ciel (en entendant ces conversations) : AAL2219, reduce speed to 210. (American Airlines vol 2219, réduisez la vitesse jusqu'à 210 nœuds.)
 
AAL2219 : 210.
   
Copilote (1m15s) : Clear of conflict. (Conflit résolu.)

Commandant : Clear of conflict (confirmation).
Il est évident que le système a correctement fonctionné et aidé tous à éviter la collision prévue. La situation était tellement dangereuse que les protagonistes communiquent avec un minimum de mots (en utilisant la phraséologie de l'aviation). Après quelques manœuvres requises, sur un ton plus détendu :

Commandant (1m37s) : He caught me off-guard. (Il m'a pris au dépourvu.)

Copilote : Yeah. He climbed with a very high rate. (Oui, celui-ci a grimpé avec un taux de montée très élevé.)

## D'autres incidents
- 24 février 2024 : le vol ETH602 (Airbus A350-900, ET-ATY) d'Ethiopian Airlines et le vol QTR1383 (Boeing 787, A7-BCN) de Qatar Airways ont failli se percuter au-dessus du Golfe d'Aden ; la cause était une erreur d'un contrôleur somalien qui avait autorisé au vol QTR1383 de grimper jusqu'à 40 000 pieds, altitude identique au vol ETH602 ; le TCAS a fonctionné[1].